# Mink Mile

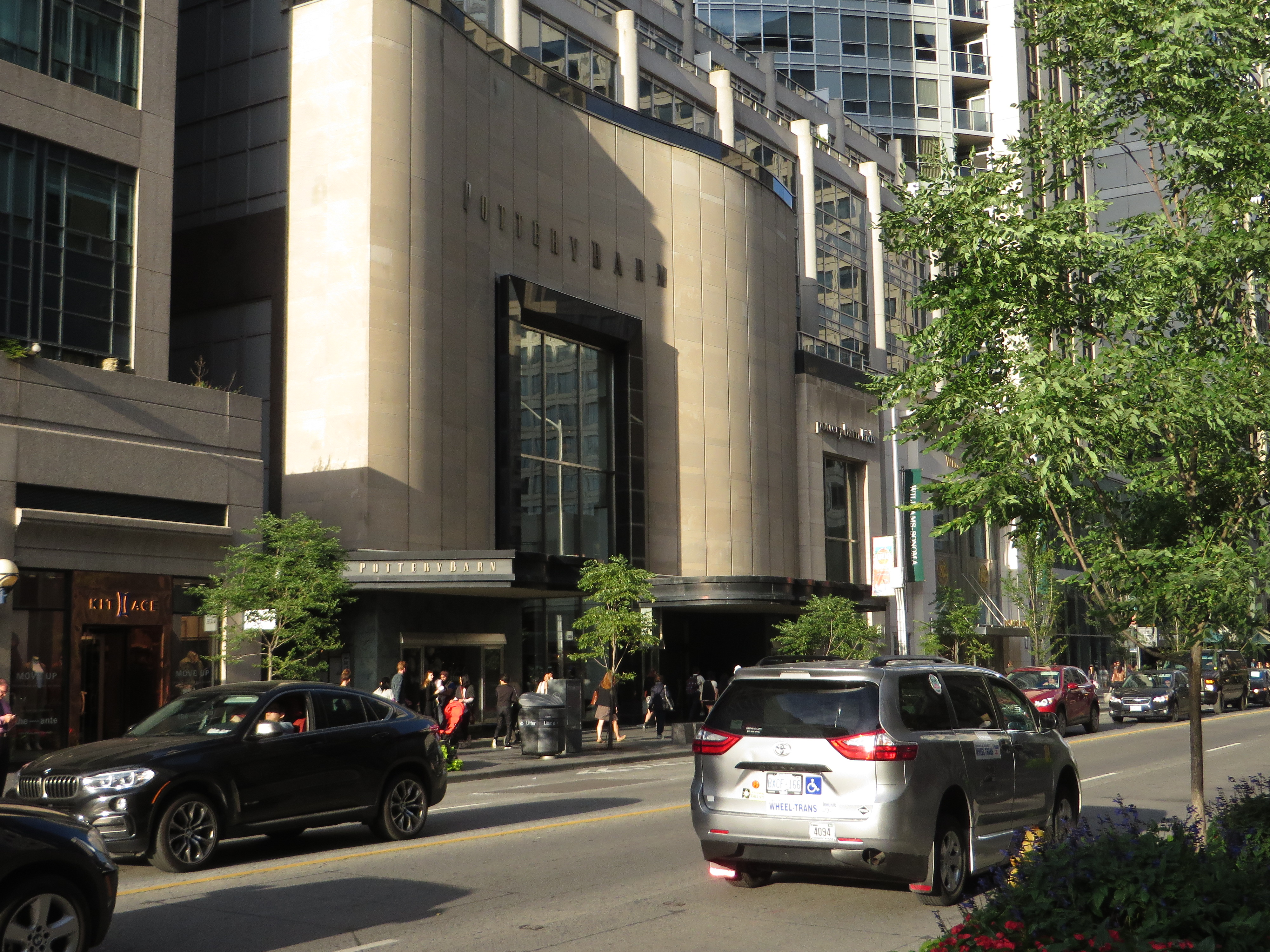
Pottery Barn dans le Mink Mile sur Bloor Street, 2016

Mink Mile (littéralement « mile de vison ») est un quartier commerçant haut de gamme dans le quartier de Yorkville à Toronto, en Ontario, au Canada, le long de Bloor Street entre Yonge Street et Avenue Road (en),,.